# Беньямін Нетаньягу
Беньямін Нетаньягу або Нетаньяху (івр. בנימין נתניהוⓘ; нар. 21 жовтня 1949, Тель-Авів, Ізраїль) — ізраїльський політик і державний діяч, прем'єр-міністр Ізраїлю з 29 грудня 2022 року, до цього обіймав посаду в 1996—1999 і 2009—2021 роках. Міністр оборони (2018—2019, одночасно з головою уряду), міністр фінансів (2003—2005), міністр закордонних справ (2002—2003). Депутат Кнесету (1988—1996, 1999—2003). Капітан Армії оборони Ізраїлю (1972).
Перший прем'єр-міністр країни, народжений після проголошення незалежності. Навчався в Массачусетському технологічному інституті та Гарвардському університеті, де здобував ступені бакалавра з архітектури та політології та ступінь магістра з менеджменту. Служив з перервами в ЦАХАЛ в 1967—1973 роках, де взяв участь в Шестиденній війні (1967) та Війні Судного дня (1973). У 1974—1976 роках працював в міжнародній консалтинговій компанії Boston Consulting Group. У 1986—1988 роках був представником Ізраїлю при ООН.
Між двома прем'єрськими термінами (1999—2009) був лідером опозиції, а також, міністром юстиції (1996), будівництва (1996—1999), науки культури і спорту (1996—1997), зв'язку (2014—2017), міністра діаспори (2019—2020) та був міністром по справам релігій Ізраїлю (1996). Лідер політичної партії Лікуд (1993—1999, з 2005).
Переміг на парламентських виборах 2022 року і втретє став прем‘єр-міністром. Зазнав критики через намагання ввести судову реформу, які призвели до масових протестів та за свої рішення з початку війни Хамасу проти Ізраїлю, бойові дії якої тривають з 7 жовтня 2023, де пізніше Ізраїль вторгся в Ліван та окупував частину Сирії, за що Нетаньягу отримав критику і від міжнародної спільноти.
Має найбільший термін перебування на посаді прем'єр-міністра в історії держави Ізраїль (понад 15 років).

## Життєпис

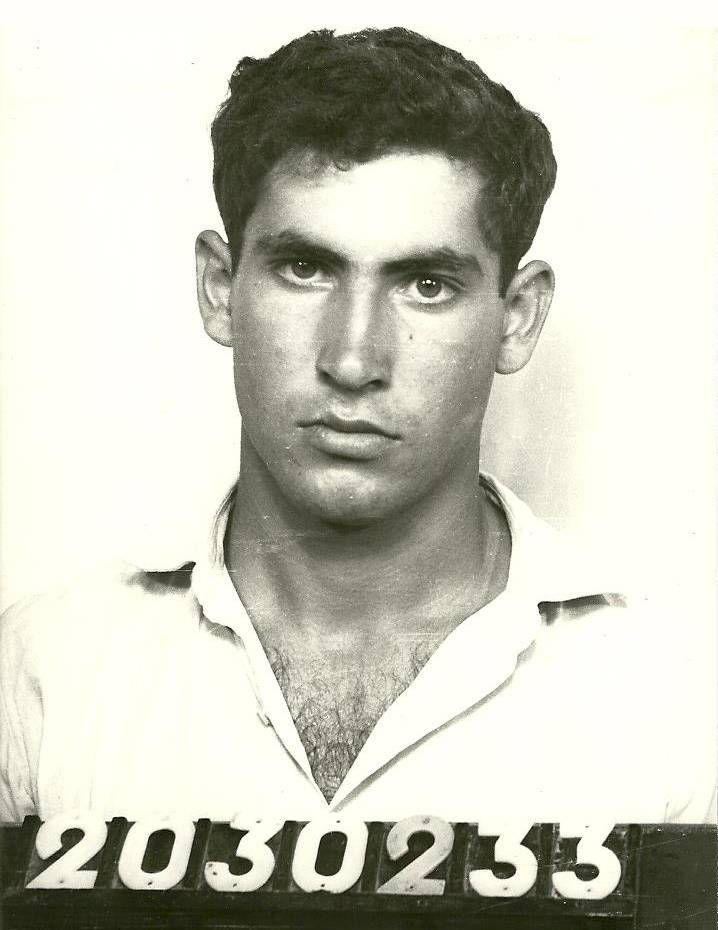
Молодий Нетаньягу в Армії оборони Ізраїлю, 1967.

### Ранні роки
Син професора історії Бенціона Нетаньягу. Молодший брат ізраїльського офіцера спеціальних військ Йонатана Нетаньягу та старший брат лікаря й письменника Ідо Нетаньягу. Дитинство провів у Ізраїлі та США.

#### Служба в армії
У 1967—1972/1973 роках служив в ЦАХАЛ (Армії оборони Ізраїлю), де брав участь у Шестиденній війні та війні Судного дня. Закінчив службу у званні капітана.

#### Освіта
УВ 1972 році повернувся до США, де вчився на архітектурі у Массачусетському технологічному інституті, в лютому 1975 році здобув ступінь бакалавра архітектора, а в червні 1976 р. ступінь магістра менеджменту. Пізніше, вивчав політологію на бакалавраті Гарвардському університеті. Під час навчання Нетаньяху деякий час працював у консалтинговій компанії Boston Consulting Group.

#### Кар'єра дипломата
Після закінчення 1977 року навчання Нетаньяху повернувся до Ізраїлю. Після повернення до Ізраїлю зацікавився політикою, став членом правої партії «Лікуд». Був представником Ізраїлю при ООН. 1988 р. вперше став депутатом Кнесету від «Лікуда». Тут він деякий час працює топменеджером з маркетингу у меблевій компанії. Паралельно він створює «Інститут антитерору імені Й. Нетаньяху», проводить міжнародні конференції по боротьбі з терором. Водночас він знайомиться з деякими ізраїльськими політиками, зокрема, з тодішнім послом Ізраїлю в США Моше Аренсом, заступником Нетаньяху якого став 1982 року.

### Політична діяльність

#### Перший термін прем'єр-міністра
На перших в історії прямих виборах прем'єр-міністра Ізраїлю у травні 1996 р. здобув перемогу над Шимоном Пересом. Став наймолодшим очільником уряду в історії країни. Очолював коаліційний уряд з 1996 до 1999 р. На каденцію цього уряду випало протистояння з палестинськими терористами, спроби переговорів з палестинським лідером Ясіром Арафатом за посередництва США та внутрішні ізраїльські суперечності. Зрештою відбулися позачергові вибори, які закінчилися поразкою Нетаньягу та «Лікуда».

#### Лідер опозиції
У 2000-х роках обіймав міністерські посади в уряді Арієля Шарона. Виступав проти «плану розмежування». У серпні 2007 року був обраний головою партії «Лікуд» та став лідером парламентської опозиції.

#### Другий термін прем'єр-міністра
У лютому 2009 року очолювана ним політсила отримала друге місце в національних виборах до Кнесету вісімнадцятого скликання та сформувала коаліційний уряд разом з партією Авігдора Лібермана «Наш дім Ізраїль», лівоцентристською партією «Авода» та двома релігійними партіями.
Внутрішні розбіжності в панівній коаліції призвели до позачергових виборів 22 січня 2013 року. Перемогу отримав «Лікуд», який утворив коаліцію з правими та релігійними політичними силами.
17 березня 2015 року відбулися нові позачергові вибори до Кнесету двадцятого скликання на яких «Лікуд» отримав тридцять мандатів і сформував нову коаліцію та уряд на чолі з Нетаньягу.
Після того як урядова коаліція розпалася через конфлікти щодо розподілу бюджету та життя релігійного сектору населення, 9 квітня 2019 року в країні відбулися вибори до Кнесету. «Лікуд» отримав на один мандат більше, ніж головний суперник, партія «Кахоль лаван». Попри тривалі коаліційні перемовини, консенсусу щодо нового уряду не вдалося дійти, головне через непоступливість щодо низки питань лідера партії «Наш дім Ізраїль» Авігдора Лібермана. Проіснувавши рекордно короткий термін у півтора місяця, Кнесет двадцять першого скликання був розпущений. 17 вересня 2019 року в країні відбулись позачергові парламентські вибори. Нетаньяху програв вибори, зі 120 місць в парламенті його партія отримає 31.
25 вересня 2019 року президент Ізраїлю Реувен Рівлін доручив Нетаньягу сформувати новий уряд країни.
На посаді Прем'єр-міністра Ізраїлю Беньямін Нетаньягу двічі відвідував Україну. Візити відбувалися у березні 1999 та 19 серпня 2019 року.

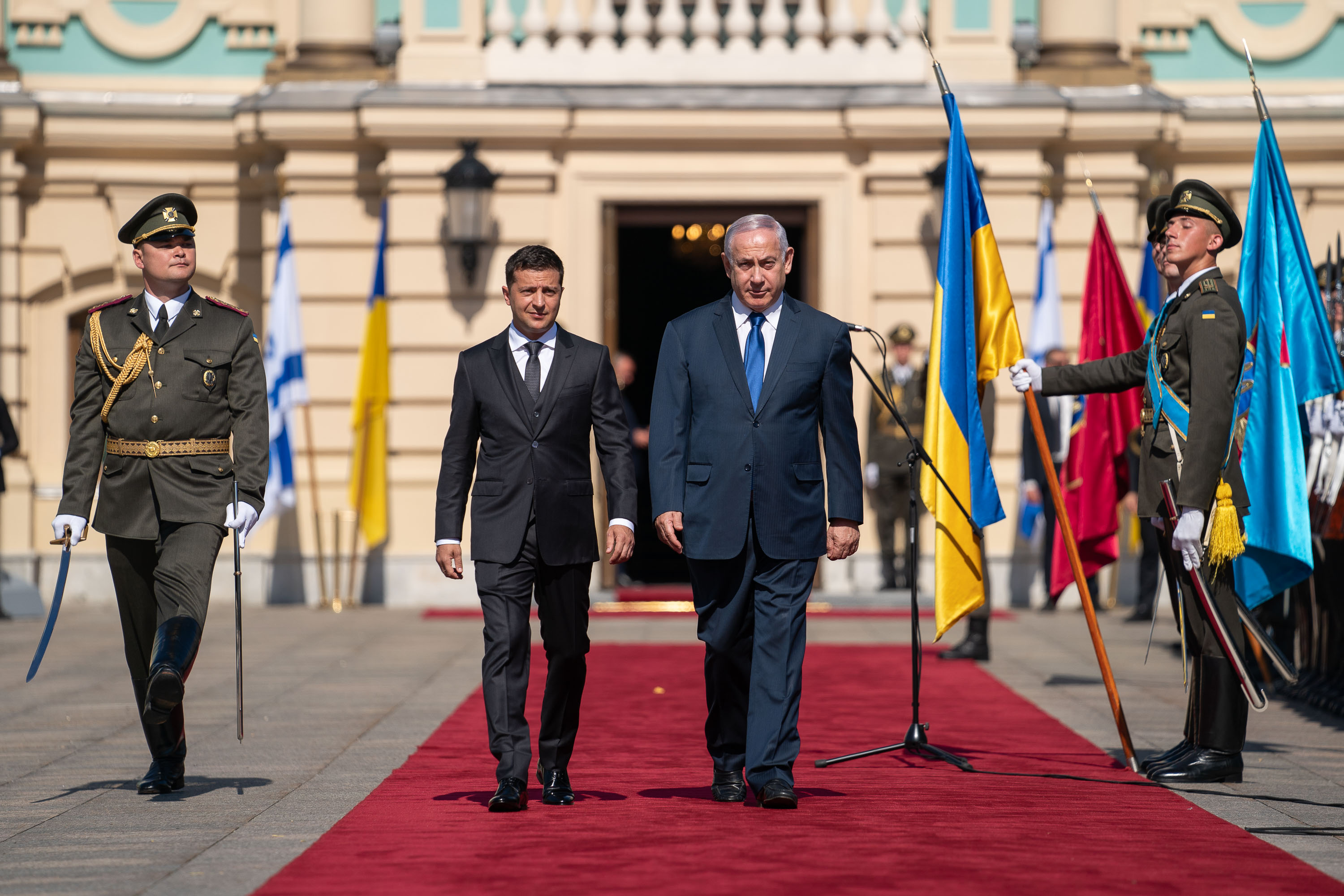
Нетаньягу під час візиту в Україну в серпні 2019.

25 грудня 2019 року Нетаньягу проводив передвиборчу кампанію в місті Ашкелон, коли туди запустили ракету з сектора Гази. Політика евакуювали до бомбосховища.
2 січня 2020 року Нетаньяху назвав звинувачення в корупції, висунуті проти нього, політично вмотивованими, і повідомив, що планує звернутися до Кнесету з проханням надати йому імунітет у трьох справах, що перебувають на розгляді в генерального прокурора Ізраїлю. Проте 24 травня 2020 року, в Єрусалимі розпочався суд у справі за звинуваченням Нетаньягу в справі про корупцію, у лютому 2021 року судовий процес було відновлено.

#### Поразка на парламентських виборах і прем'єрська пауза
13 червня 2021 року Кнесет затвердив новий уряд, до якого вперше за 12 років не ввійшла партія Нетаньягу — Лікуд, посаду прем'єра обійняв Нафталі Бенет.

#### Третій діючий термін прем'єр-міністра
На парламентських виборах, що відбулись 1 листопада 2022 року, блок Нетаньягу здобув 64 місця в Кнесеті. 13 листопада Президент Ізраїлю Іцхак Герцоґ вручив йому мандат на формування уряду. 21 грудня оголосив про формування уряду.
29 грудня 2022 року його уряд склав присягу.
Нова каденція Нетаньягу була присвячена реформам судової влади, які викликали широку критику та хвилю масових протестів.
20 травня 2024 року, за повідомленням телеканалу CNN, Головний прокурор Міжнародного кримінального суду Карім Хан запросив ордери на арешт прем'єра Ізраїлю Беньяміна Нетаньягу та деяких інших осіб.

## Звинувачення у воєнних злочинах
20 травня 2024 року Міжнародний кримінальний суд видав ордери на арешт Йоав Ґаланта і Беньяміна Нетаньягу за злочини проти людства на території Палестини (сектора Гази), вчинені після 7 жовтня 2023 року.
21 листопада 2024 року, І Палата попереднього провадження Міжнародного кримінального суду (ICC Pre-Trial Chamber I) у своєму складі, у справі про ситуацію в Державі Палестина одноголосно ухвалила два рішення, якими відхилила оскарження Держави Ізраїль, порушеного відповідно до статей 18 і 19 Римського статуту. Суд видав ордер на арешт прем'єр-міністра Ізраїлю Біньяміна Нетаньягу та ексглави Міноборони Йоава Галанта. У повідомленні суду зазначено, що Нетаньягу обвинуватять «у воєнних злочинах і злочинах проти людяності, скоєних з 8 жовтня 2023 року до 20 травня 2024 року».

## Погляди
Виступає за ідею вільного ринку, рішучу й безкомпромісну боротьбу проти тероризму. Нетаньяху казав: 
Сутність демократичних суспільств і те, що відрізняє їх від диктатур, полягає в прагненні розв'язувати конфлікти ненасильницьким шляхом шляхом вирішення проблем шляхом суперечок і дебатів… Важливим моментом, який необхідно підкреслювати знову і знову, є те, що ніщо не виправдовує тероризм, що він є злом сам по собі — що різноманітні реальні чи вигадані причини, які наводять терористи для виправдання своїх дій, безглузді. 
Політик неодноразово заявляв про підтримку прав ЛГБТ і вважає, що це не суперечить релігійним цінностям ізраїльського суспільства.

## Особисте життя
Дружина — Сара Бен-Арці Нетаньягу, виховують трьох дітей: доньку Ноа (від попереднього шлюбу), синів Яіра й Авнера.
Вільно володіє івритом та англійською мовою.